# ماریان لوپو
ماریان لوپو (انگلیسی: Marian Lupu؛ زادهٔ ۲۰ ژوئن ۱۹۶۶) یک سیاست‌مدار اهل مولداوی است. وی از دسامبر ۲۰۱۰ تا مارس ۲۰۱۲ رئیس‌جمهور این کشور بود.